# محمد صنیع‌خاتم
محمد صنیع‌خاتم (متولد ۱۲۷۰)، و برادر استاد محمدحسین صنیع‌خاتم، از خاتم‌کار
محمد صنیع خاتم در سال ۱۲۷۰ شمسی متولد شد. او برادر کوچکتر محمدحسین صنیع خاتم بود و ملقب به صنیع دیوان شد. او نیز از استادان بی‌نظیر خاتم‌سازی بود که با برادر خود در ساخت و تزیین تالار بی‌نظیر خاتم در کاخ مرمر همکاری داشت. بسیاری از صندوق‌های مزار ائمهٔ شیعیان به وسیلهٔ وی ساخته یا تعمیر شده است. حاج محمد صنیع خاتم، در شناساندن هنر خاتم به مردم، به عنوان هنری ارزشمند، فعالیت زیادی کرد و در معرفی این صنعت و هنر به کشورهای خارج سهم بسزایی داشته است. استاد حاج محمد صنیع خاتم در خاطرات خود می نویسد: «من قاب خاتمی می ساختم و به دربار احمد شاه قاجار می بردم و از این رهگذر تشویق می‌شدم یا انعام می‌گرفتم و از طرفی با ارائه یک خاتم به فلان سفیر خارجی کوشش می کرد تا این هنر ملی و  مردمی را به خارجیان معرفی کنم.» حاج محمد صنیع خاتم با بهترین شاگردانش کار ساخت صندوق‌های حضرت عبدالعظیم را به عهده گرفتند. خاتم کاری کاخ موزهٔ سبز توسط استاد محمد صنیع خاتم و چند تن از شاگردانش انجام شده است.

## منبع
- نشریه شماره ۲ موزه سعدآباد، آذر ۱۳۸۵